# حسين السبع

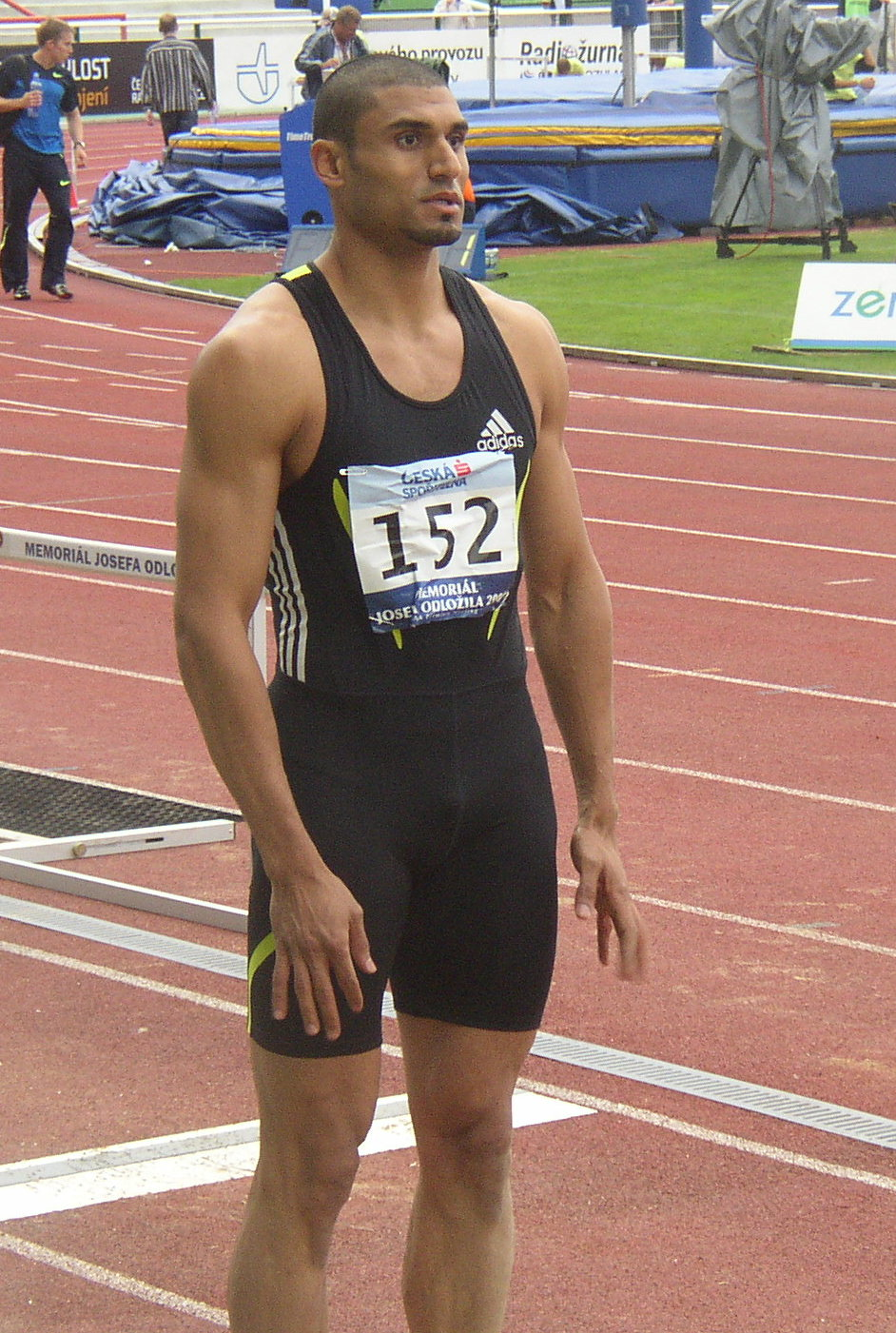
حسين السبع

حسين طاهر السبع هو رياضي سعودي يشارك في رياضة الوثب الطويل. ولد في العام 1399 ه في مدينة الظهران ونشأ في مدينة سيهات بمحافظة القطيف، شرقي المملكة العربية السعودية، بدا حياته الرياضية في نادي الخليج في لعبة ألعاب القوى حيث اختار الوثب الطويل لعبة له ومن خلالها بزغ اسمه على المستوى العالم حيث يعتبر حاليا النجم الأفضل في هذه اللعبة على مستوى القارة الآسيوية وكان آخر إنجازاته على مستوى القارة تحقيقه لذهبية اولمبياد دورة الألعاب الآسيوية في الدوحة في العام 1996 م كما شارك في أكثر من أولمبياد حيث بدأها أولمبياد وبطولة عالم غيرأنه لم يحقق أي مبدالية فيها ولا زال حلمه الأكبر حصد ميدالية في أحد الملتقيين العالميين. حصل على المركز 11 في نهائيات أولمبياد بكين عام 2008.

## الإنجازات
| العام         | المسابقة                                            | المكان             | المركز              | ملاحظة                                                       |
| يمثل السعودية | يمثل السعودية                                       | يمثل السعودية      | يمثل السعودية       | يمثل السعودية                                                |
| ------------- | --------------------------------------------------- | ------------------ | ------------------- | ------------------------------------------------------------ |
| 1999          | بطولة العالم                                        | إشبيلية، إسبانيا   | الثاني عشر          | بطولة العالم لألعاب القوى 1999 – رجال قفز طويل ‏              |
| 2000          | بطولة آسيا لألعاب القوى 2000                        | جاكرتا إندونيسيا   | الأول               | بطولة آسيا لألعاب القوى 2000 – رجال قفز طويل ‏ (CR)           |
| 2000          | الألعاب الاولمبية                                   | سيدني أستراليا     | الثامن عشر (q)      | 7.94 متر                                                     |
| 2001          | بطولة العالم لألعاب القوى داخل الصالات 2001         | لشبونة، البرتغال   | الحادي عشر          | بطولة العالم لألعاب القوى داخل الصالات 2001 – رجال قفز طويل ‏ |
| 2001          | بطولة العالم لألعاب القوى 2001                      | إدمونتون، كندا     | العاشر              | بطولة العالم لألعاب القوى 2001 – رجال قفز طويل ‏              |
| 2002          | بطولة آسيا لألعاب القوى 2002                        | كولومبو، سيريلانكا | الأول               | بطولة آسيا لألعاب القوى 2002 – رجال قفز طويل ‏                |
| 2002          | 2002 كأس العالم لألعاب القوى                        | مدريد، إسبانيا     | الرابع              | 7.92 متر                                                     |
| 2002          | ألعاب قوى في دورة الألعاب الآسيوية 2002 ‏            | بوسان              | الأول               | 8.14 متر                                                     |
| 2003          | بطولة العالم لألعاب القوى 2003                      | باريس              | الخامس              | بطولة العالم لألعاب القوى 2003 – رجال قفز طويل ‏              |
| 2003          | نهائي ألعاب القوى العالمي 2003                      | مونت كارلو         | الثاني              | 8.30 متر                                                     |
| 2003          | بطولة آسيا لألعاب القوى 2003                        | مانيلا             | الأول               | بطولة آسيا لألعاب القوى 2003 – رجال قفز طويل ‏                |
| 2006          | ألعاب القوى في دورة الألعاب الآسيوية 2006           | الدوحة             | الأول               | 8.02 متر                                                     |
| 2007          | بطولة العالم لألعاب القوى 2007                      | أوساكا             | الحادي عشر          | بطولة العالم لألعاب القوى 2007 – رجال قفز طويل ‏              |
| 2007          | ألعاب القوى الداخلية في دورة الألعاب الآسيوية 2007 ‏ | ماكاو              | الأول               | ألعاب القوى الداخلية في دورة الألعاب الآسيوية 2007 ‏          |
| 2007          | ألعاب القوى في دورة الألعاب العربية 2007            | القاهرة            | الثاني              | 7.98 متر                                                     |
| 2008          | بطولة آسيا لألعاب القوى داخل الصالات 2008           | الدوحة             | الثالث              | 7.72 متر                                                     |
| 2008          | بطولة العالم لألعاب القوى داخل الصالات 2008         | بلنسية             | الثاني عشر (q)      | بطولة العالم لألعاب القوى داخل الصالات 2008 – رجال قفز طويل ‏ |
| 2008          | ألعاب القوى في الألعاب الأولمبية الصيفية 2008       | بكين               | الحادي عشر          | ألعاب قوى في الألعاب الأولمبية الصيفية 2008 – رجال قفز طويل ‏ |
| 2009          | بطولة العالم لألعاب القوى 2009                      | برلين              | السادس عشر (q)      | بطولة العالم لألعاب القوى 2009 – رجال قفز طويل ‏              |
| 2009          | Asian Championships                                 | هانوي              | الرابع              | 7.68 متر                                                     |
| 2009          | بطولة آسيا لألعاب القوى 2009                        | غوانزو             | الثاني              | بطولة آسيا لألعاب القوى 2009 – رجال قفز طويل ‏                |
| 2010          | بطولة العالم لألعاب القوى داخل الصالات 2010         | الدوحة             | الحادي والعشرون (q) | بطولة العالم لألعاب القوى داخل الصالات 2010 – رجال قفز طويل ‏ |
| 2010          | ألعاب القوى في دورة الألعاب الآسيوية 2010           | غوانزو             | الثالث              | 7.96 متر                                                     |
| 2011          | ألعاب القوى في دورة الألعاب العربية 2011            | الدوحة             | الثالث              | 7.59 متر                                                     |
| 2013          | بطولة آسيا لألعاب القوى 2013                        | بونه               | الخامس عشر (q)      | بطولة آسيا لألعاب القوى 2013 – رجال قفز طويل ‏                |

## وصلات خارجية
- حسين السبع على موقع الاتحاد الدولي لألعاب القوى (الإنجليزية)
- حسين السبع على موقع أوليمبيديا (الإنجليزية)